# Маркуссен, Микаэль
Микаэль Маркуссен (дат. Michael Marcussen; род. 9 января 1955, в Роскилле, Дания) — датский профессиональный трековый и шоссейный велогонщик. Чемпион мира на треке в гонке по очкам среди любителей (1983). Чемпион Дании по шоссейному велоспорту в индивидуальной гонке (1981).  

## Достижения

### Трек
1973
1-й  Чемпион Дании - Индивидуальная гонка преследования (юниоры)
1981
3-й  Чемпионат мира — Гонка по очкам (любители)
1982
2-й  Чемпионат мира — Гонка по очкам (любители)
1983
1-й  Чемпион мира — Гонка по очкам (любители)
1-й  Чемпион Дании - Командная гонка преследования (любители)
1984
1-й  Чемпион Дании - Командная гонка преследования (любители)
1-й  Чемпион Дании - Гонка по очкам (любители)
1985
1-й  Чемпион Дании - Омниум
1988
1-й  Чемпион Дании - Омниум
3-й  Чемпионат мира — Гонка по очкам (профессионалы)
1989
1-й Шесть дней Перта (вместе с Кимом Эриксеном)
1990
2-й  Чемпионат мира — Гонка по очкам (профессионалы)

### Шоссе
1972
1-й  Чемпион Дании — Командная гонка с раздельным стартом (юниоры)
1973
2-й - Чемпионат Дании — Индивидуальная гонка (юниоры)
1978
1-й — Этап 6 Milk Race
1980
3-й  Чемпионат Дании — Индивидуальная гонка
1981
1-й  Чемпион Дании — Индивидуальная гонка
1983
1-й  Чемпион Дании — Групповая гонка (любители)
1-й  Чемпион Дании — Командная гонка с раздельным стартом
1-й — Fyen Rundt
2-й  Чемпионат Дании — Индивидуальная гонка
1984
2-й  Чемпионат Дании — Индивидуальная гонка